# ألان ماسون
ألان ماسون (2 مايو 1921 - 1 مارس 2006) (بالإنجليزية: Allan Mason)‏ هو لاعب كريكت بريطاني (وحمل سابقاً جنسية المملكة المتحدة لبريطانيا العظمى وأيرلندا).